# 김창열의 올드스쿨
김창열의 올드스쿨은 SBS 러브FM과 SBS 파워FM에서 김창열의 진행으로 방송했던 오락 전문 라디오 프로그램이다.

## 역사
2006년 11월 6일에  SBS 러브FM에서 방송을 시작했으며, 2007년 4월 16일에 SBS 파워FM의 봄 개편이 이루어지면서 당시 같은 시간대에 SBS 파워FM에서 방송된 "허수경의 가요풍경"과 방송 채널이 맞바뀐 이후 2007년 4월 16일부터 2017년 3월 19일까지 SBS 파워FM으로 이동하여 방송하다가, 2017년 3월 20일부터 다시 SBS 러브FM으로 원위치되어 방송했으나, 2020년 6월 1일 방송을 마지막으로 14년 만에 폐지되었다.

## 역대 방송시간
| 방송 채널   | 방송 기간                         | 방송 시간                  | 비고                 |
| ----------- | --------------------------------- | -------------------------- | -------------------- |
| SBS 러브FM  | 2006년 11월 6일 ~ 2007년 4월 13일 | 평일 오후 4:05 ~ 저녁 6:00 | 생방송               |
| SBS 러브FM  | 2017년 3월 20일 ~ 2020년 5월 31일 | 매일 오후 4:05 ~ 저녁 6:00 | 생방송               |
| SBS 러브FM  | 2020년 6월 1일                    | 매일 오후 4:00 ~ 저녁 6:00 | 생방송               |
| SBS 파워FM  | 2007년 4월 16일 ~ 2017년 3월 19일 | 매일 오후 4:00 ~ 저녁 6:00 | 생방송               |
| SBS V-Radio | 2007년 4월 16일 ~ 2008년 3월 30일 | 매일 오후 4:00 ~ 저녁 6:00 | DMB 매일 릴레이      |
| SBS V-Radio | 2012년 4월 30일 ~ 2016년 4월 10일 | 매일 오후 4:00 ~ 저녁 6:00 | DMB 매일 릴레이      |
| SBS V-Radio | 2008년 3월 31일 ~ 2012년 4월 27일 | 평일 오후 4:00 ~ 저녁 6:00 | DMB 평일 한정 릴레이 |

## 오프닝 시그널
- DJ DOC - Boogie night

## 청취 가능 지역
이 프로그램은 2006년 11월 6일부터 2007년 4월 13일까지, 2020년 5월 4일부터 폐지 때까지 수도권에서만 FM 라디오를 통해 청취가 가능했으며, 다른 지역에서는 SBS 홈페이지의 러브FM(원위치 전 파워FM) 실시간 듣기 또는 인터넷 라디오 고릴라, 아주 미약한 확률로 AM 792㎑를 통해서만 청취가 가능했다. 채널 이동 이후 잠시 부산, 대전, 강원에 방송되다 차츰 권역이 축소되어 수도권과 강원도 전역에서만 방송되다시피 했다.
이후 2016년부터 제주도 전역에 릴레이되기 시작했지만 러브FM으로 채널을 다시 원위치하면서 이들 지역의 릴레이는 전면 중단되었다. 당시 러브FM이 송출되고 있던 부산을 시작으로 2017년 5월에는 창원/김해/거제/양산 등 경남 중부, 2018년 3월에는 진주/사천 등 경남 서부가 2020년 5월까지 청취 권역에 포함되었다.

## 지역 민방 평일 프로그램
- 다음 지역민방 프로그램은 오후 4시부터 5시 50분까지만 방송된다.

| 프로그램            | 지역                 | 방송국 | 진행자         |
| ------------------- | -------------------- | ------ | -------------- |
| 오늘 오후 KNN입니다 | 부산광역시, 경상남도 | KNN    | 김민정, 정수영 |

- 다음 지역민방 프로그램은 오후 5시 50분부터 6시까지만 방송된다.

| 프로그램       | 지역                 | 방송국 | 진행자  |
| -------------- | -------------------- | ------ | ------- |
| KNN 웰빙라이프 | 부산광역시, 경상남도 | KNN    | 각 의사 |

## 지역 민방 주말 프로그램
- 다음 지역민방 프로그램은 오후 4시부터 6시까지만 방송된다.

| 프로그램            | 지역                 | 방송국 | 진행자         |
| ------------------- | -------------------- | ------ | -------------- |
| 오늘 오후 KNN입니다 | 부산광역시, 경상남도 | KNN    | 김민정, 정수영 |